# Chamaedorea radicalis
Chamaedorea radicalis är en enhjärtbladig växtart som beskrevs av Carl Friedrich Philipp von Martius. Chamaedorea radicalis ingår i släktet Chamaedorea och familjen Arecaceae. Inga underarter finns listade i Catalogue of Life.

## Bildgalleri

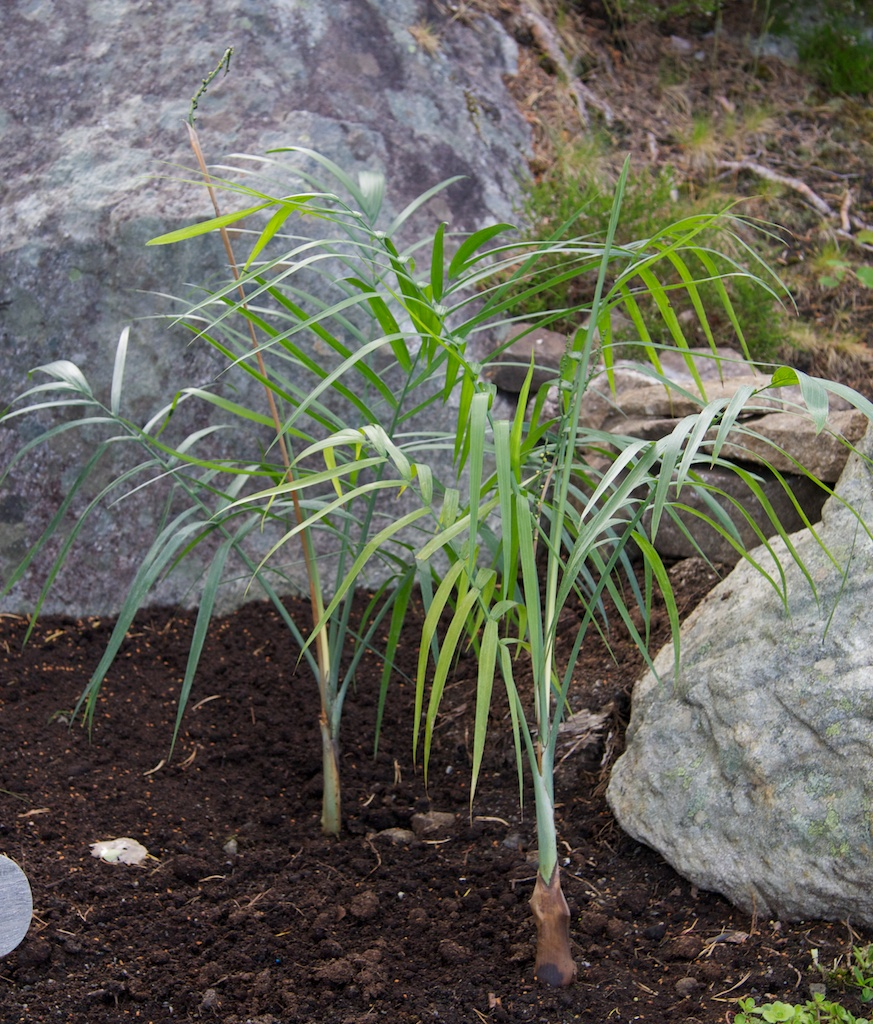
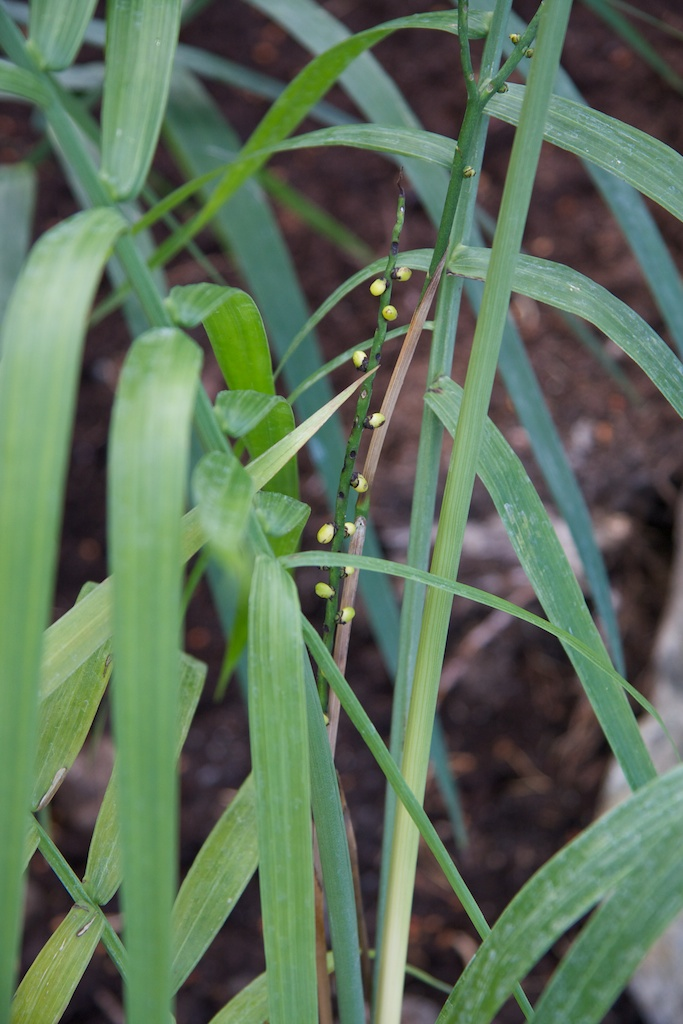